# Пимблетт, Пэдди
Па́трик Ма́рк Пи́мблетт (англ. Patrick Mark Pimblett; род. 3 января 1995 года, Ливерпуль, Великобритания) — британский боец смешанных единоборств, выступающий под эгидой UFC c 4 сентября 2021 года в лёгкой весовой категории. Экс-чемпион Full Contact Contender и Cage Warriors в полулегком весе. Занимает 7 строчку официального рейтинга UFC в лёгком весе

## Карьера бойца

### Ранние годы
Пэдди родился 3 января 1995 года в Ливерпуле. Он увлекся ММА в 14 лет, вдохновившись победой Витора Белфорта над Ричем Франклином на шоу UFC 103 (бразилец победил нокаутом). Через неделю после того боя мальчик записался в зал Next Generation Пола Риммера, где осознал, что бои — его призвание. В 2011 году Пэдди провел два успешных поединка по любителям, а уже через год выступил по профессионалам на турнире OMMAC 15 — Legacy в Ливерпуле, где техническим нокаутом победил Натана Томпсона. В том же карде был и любительский бой, в котором будущий претендент на титул чемпиона UFC в полусреднем весе Даррен Тилл победил техническим нокаутом. Тилл и Пимблетт — земляки, мерсисайдцы. Однако если Даррен впоследствии уехал тренироваться в Бразилию, то Пэдди — продукт исключительно британской школы ММА.

### Cage Warrior
Летом 2013-го Пимблетт подписал контракт с самой популярной английской бойцовской лигой — «Cage Warriors», имея за плечами три досрочные победы в профессионалах. В дебютном поединке он без труда разобрал Флориана Кэлина, но вот в следующем впервые потерпел поражение — за 35 секунд Кэмерону Элсу (удушение «анаконда»). Однако после этого Пэдди одержал девять побед подряд (из них шесть — досрочно), завоевав титулы чемпиона Cage Warriors и Full Contact Contender в полулегком весе. За три года до этого данным титулом в Cage Warriors владел Конор Макгрегор. Ирландец взял пояс Cage Warrior в 23 года, а англичанин — в 21.
Пимблетту не удалось долго удерживать чемпионство в Cage Warriors: в 2016-м он успешно его защитил, одолев будущего бойца UFC Джулианна Эросу (единогласное решение судей), а затем неожиданно уступил Нэду Наримани (единогласное решение судей). После этого Пэдди решил попробовать себя в легком весе и завоевать титул там. Там он начал успешно, задушив треугольником в прыжке Алексиса Саввидиса.
Выйти на новую серию побед помешала травма. К следующему поединку против Сорена Бака на Cage Warrior 96 Пимблетт готовился со сломанным запястьем. Логичный исход — третье поражение в карьере.
Следующие 15 месяцев для Пимблетта были довольно тяжелыми. Ему потребовалась операция на руку (это была уже вторая операция — первую ему сделали перед поединком с Наримани). После реабилитации Пэдди должен был подраться с Донованом Десма, но тот травмировался и снялся. Потом вышедший на замену Джо Джаннетти не смог сделать вес перед боем. Пимблетт стал ждать восстановления Десма. Однако их поединок снова отменился, и соперником Пэдди был объявлен Давиде Мартинез. Но тут вмешалась пандемия коронавируса — ливерпульские власти запретили турнир Cage Warriors. Организаторам все же удалось провести мероприятие, перенеся его в Манчестер. Там Пимблетт наконец подрался, но только благодаря Деклану Далтону, который за 24 часа до турнира согласился выйти на бой. Пэдди забил его в первом же раунде (победа техническим нокаутом), после чего заявил: «Думаю, мой следующий бой будет последним в Cage Warriors, а потом я подпишусь в UFC».
Ровно через год Пимблетт всего за полторы минуты задушил Давиде Мартинеза в соглавном бою Cage Warrior 122. Празднуя победу, Пэдди обратился в камеру к Дэйне Уайту, а также матчмейкерам UFC Шону Шелби и Мику Мейнарду, чтобы те связались с ним. И они связались. При этом до этого англичанин дважды отказывал UFC. «Когда мне предложили контракт с UFC в первый раз, я был ещё слишком молод, — рассказал Пимблетт в интервью Lowkickmma. — Плюс в Cage Warriors мне дали контракт на улучшенных условиях. А когда было второе предложение, у меня была операция на руке, а потом планировался титульный бой на Echo Arena (бой с Наримани)».

### Ultimate Fighting Championship (UFC)
4 сентября 2021 года Пимблетт провел свой первый бой в UFC против бразильца Луиджи Вендрамини с рекордом 9-2 (1-2) на турнире UFC Fight Night: Брансон vs. Тилл. Дебют в UFC начался для Пимблетта очень нервно. Вендрамини активно начал бой и Пимблетт, пропустив несколько плотных ударов от соперника, едва устоял на ногах. Вендрамини доминировал и забирал первый раунд. Однако Пимблетт смог выстоять под напором оппонента и на исходе четвёртой минуты раунда уже сам встретил Вендрами ударом с правой, откинув того к сетке, и молниеносно добил его серией ударов с обеих рук. За полминуты до конца первого раунда судья зафиксировал нокаут и первую досрочную победу британского новичка. За эту победу Пимблетт получил от промоушена бонус «Выступление вечера».
Свой второй поединок Пимблетт провел 19 марта 2022 года в Лондоне, на турнире UFC Fight Night: Волков vs. Аспиналл. Соперником Пэдди стал 36-летний мексиканский боец Родриго Варгас (12-4 MMA, 1-2 UFC). Вновь неуверенно начав поединок, Пимблетт смог перехватить инициативу в борьбе и за минуту до конца первого раунда победил соперника удушением сзади. За досрочную победу Пимблетт получил свою вторую награду «Выступление вечера».
В конце 2023 года на турнире UFC 296 Пэдди единогласным решением побеждает известного американского бойца Тони Фергюсона.

## Статистика выступления в ММА
| Боёв 26  | Побед 23 | Поражений 3 |
| -------- | -------- | ----------- |
| Нокаутом | 7        | 0           |
| Сдачей   | 10       | 1           |
| Решением | 6        | 2           |

| Результат | Рекорд | Соперник          | Способ                                        | Турнир                                           | Дата             | Раунд | Время | Место                     | Примечание                                                      |
| --------- | ------ | ----------------- | --------------------------------------------- | ------------------------------------------------ | ---------------- | ----- | ----- | ------------------------- | --------------------------------------------------------------- |
| Победа    | 23-3   | Майкл Чендлер     | Технический нокаут (удары руками)             | UFC 314                                          | 13 апреля 2025   | 3     | 3:07  | Майами, Флорида, США      | «Выступление вечера» (5)                                        |
| Победа    | 22-3   | Кинг Грин         | Техническая сдача (треугольник и рычаг локтя) | UFC 304                                          | 27 июля 2024     | 1     | 3:22  | Манчестер, Великобритания | «Выступление вечера» (4)                                        |
| Победа    | 21-3   | Тони Фергюсон     | Решением (единогласным)                       | UFC 296                                          | 16 декабря 2023  | 3     | 5:00  | Лас-Вегас, Невада, США    |                                                                 |
| Победа    | 20-3   | Джаред Гордон     | Решением (единогласным)                       | UFC 282                                          | 10 декабря 2022  | 3     | 5:00  | Лас-Вегас, Невада, США    |                                                                 |
| Победа    | 19-3   | Джордан Ливитт    | Сдача (удушение сзади)                        | UFC Fight Night: Блейдс vs. Аспиналл             | 23 июля 2022     | 2     | 2:46  | Лондон, Великобритания    | «Выступление вечера» (3)                                        |
| Победа    | 18-3   | Родриго Варгас    | Сдача (удушение сзади)                        | UFC Fight Night: Волков vs. Аспиналл             | 19 марта 2022    | 1     | 3:49  | Лондон, Великобритания    | «Выступление вечера» (2)                                        |
| Победа    | 17-3   | Луиджи Вендрамини | KO (удары)                                    | UFC Fight Night: Брансон vs. Тилл                | 4 сентября 2021  | 1     | 4:25  | Лас-Вегас, Невада, США    | Дебют в UFC. «Выступление вечера» (1)                           |
| Победа    | 16-3   | Давид Мартинез    | Сдача (удушение сзади)                        | CW 122 Cage Warriors 122: Charriere vs. Vucenic  | 20 марта 2021    | 1     | 1:37  | Лондон, Великобритания    |                                                                 |
| Победа    | 15-3   | Деклан Далтон     | TKO (удары)                                   | CW 113 Cage Warriors 113                         | 20 марта 2020    | 1     | 2:51  | Манчестер, Великобритания |                                                                 |
| Поражение | 14-3   | Сорен Бак         | Решением (единогласным)                       | CW 96 Cage Warriors 96: Pimblett vs. Bak         | 1 сентября 2018  | 5     | 5:00  | Ливерпуль, Великобритания | Бой за вакантный пояс чемпиона Cage Warrior в лёгком весе       |
| Победа    | 14-2   | Алексис Саввидис  | Сдача (треугольник в прыжке)                  | CWFC 90 Cage Warriors Fighting Championship 90   | 24 февраля 2018  | 2     | 0:35  | Ливерпуль, Великобритания | Дебют в лёгком весе                                             |
| Поражение | 13-2   | Нэд Наримани      | Решением (единогласным)                       | CWFC 82 Cage Warriors Fighting Championship 82   | 1 апреля 2017    | 5     | 5:00  | Ливерпуль, Великобритания | Утратил пояс чемпиона Cage Warrior в полулёгком весе            |
| Победа    | 13-1   | Джулиан Эроса     | Решением (единогласным)                       | CWFC Cage Warriors Unplugged                     | 12 ноября 2016   | 5     | 5:00  | Лондон, Великобритания    | Защитил (1) пояс чемпиона Cage Warrior в полулёгком весе        |
| Победа    | 12-1   | Джонни Фрэчи      | TKO (удары)                                   | CWFC 78 Cage Warriors Fighting Championship 78   | 10 сентября 2016 | 1     | 1:35  | Ливерпуль, Великобритания | Завоевал вакантный пояс чемпиона Cage Warrior в полулёгком весе |
| Победа    | 11-1   | Тедди Вайолет     | Сдача (удушение сзади)                        | CWFC 77 - Cage Warriors Fighting Championship 77 | 8 июля 2016      | 2     | 2:28  | Лондон, Великобритания    | Бой в промежуточном весе (152 фунта)                            |
| Победа    | 10-1   | Эшли Гримшоу      | Решением (единогласным)                       | CWFC 75 - Cage Warriors Fighting Championship 75 | 15 апреля 2016   | 3     | 5:00  | Лондон, Великобритания    |                                                                 |
| Победа    | 9-1    | Мигель Аро        | Сдача (удушение сзади)                        | FCC 13 - Full Contact Contender 13               | 20 июня 2015     | 1     | 4:46  | Болтон, Великобритания    | Защитил (1) пояс чемпиона FCC в полулёгком весе                 |
| Победа    | 8-1    | Кевин Петши       | Сдача (удушение сзади)                        | FCC 12 - Full Contact Contender 12               | 28 марта 2015    | 2     | 1:56  | Болтон, Великобритания    | Завоевал вакантный пояс чемпиона FCC в полулёгком весе          |
| Победа    | 7-1    | Стивен Мартин     | TKO (остановка доктором)                      | CWFC 73 - Cage Warriors Fighting Championship 73 | 1 ноября 2014    | 1     | 5:00  | Ньюкасл, Великобритания   | Дебют в полулёгком весе                                         |
| Победа    | 6-1    | Конрад Хайес      | Сдача (удушение треугольником и рычаг локтя)  | CWFC 68 - Cage Warriors Fighting Championship 68 | 3 мая 2014       | 1     | 3:17  | Ливерпуль, Великобритания |                                                                 |
| Победа    | 5-1    | Мартин Шеридан    | Решением (единогласным)                       | CWFC 65 - Cage Warriors Fighting Championship 65 | 1 марта 2014     | 3     | 5:00  | Дублин, Ирландия          |                                                                 |
| Поражение | 4-1    | Камерон Элс       | Техническая сдача (удушение анаконды)         | CWFC 60 - Cage Warriors Fighting Championship 60 | 5 октября 2013   | 1     | 0:35  | Лондон, Великобритания    |                                                                 |
| Победа    | 4-0    | Флориэн Кэлин     | Решением (единогласным)                       | CWFC 56 - Cage Warriors Fighting Championship 56 | 6 июля 2013      | 3     | 5:00  | Лондон, Великобритания    |                                                                 |
| Победа    | 3-0    | Джэк Драббл       | TKO (удары)                                   | OMMAC 17 - High Octane                           | 1 июня 2013      | 1     | 0:21  | Ливерпуль, Великобритания |                                                                 |
| Победа    | 2-0    | Дуги Скотт        | Сдача (удушение треугольником в прыжке)       | CC - Cage Contender Fight Stars                  | 1 декабря 2012   | 1     | 2:09  | Ливерпуль, Великобритания |                                                                 |
| Победа    | 1-0    | Натан Томпсон     | TKO (удары)                                   | OMMAC 15 - Legacy                                | 16 октября 2012  | 1     | 1:51  | Ливерпуль, Великобритания | Дебют в легчайшем весе                                          |